# Tichigan
Tichigan – jednostka osadnicza w Stanach Zjednoczonych, w stanie Wisconsin, w hrabstwie Racine.